# マ・レイニーのブラックボトム (映画)
『マ・レイニーのブラックボトム』（原題: Ma Rainey's Black Bottom）は、2020年に配信されたアメリカ合衆国のドラマ映画。監督はジョージ・C・ウルフ、主演はヴィオラ・デイヴィスが務めた。本作はオーガスト・ウィルソンが1982年に発表した戯曲『Ma Rainey's Black Bottom』を原作としている。また、本作はチャドウィック・ボーズマンの遺作となった。

## 概略
1927年のシカゴ。野心家のトランペッター、レヴィーが所属するバンドは「ブルースの母」と呼ばれた伝説的歌手、マ・レイニーのレコーディングに参加した。レコーディングが進むにつれて、マ・レイニーは白人のマネジャーやプロデューサーと激しく衝突するようになり、スタジオ内がピリピリとした雰囲気になった。揉め事やトラブルが発生するたび、レヴィーたちはリハーサル用の部屋で待機を命じられた。待機中、レヴィーは自らの思いを他のメンバーに吐露し始めたが、それをきっかけにバンドの運命が大きく変わることになった。

## キャスト
※括弧内は日本語吹替。
- マ・レイニー：ヴィオラ・デイヴィス（五十嵐麗）
- レヴィー：チャドウィック・ボーズマン（佐藤せつじ）
- トレド：グリン・ターマン（小林操）
- カトラー：コールマン・ドミンゴ（宝亀克寿）
- スロー・ドラッグ：マイケル・ポッツ（英語版）（樋浦勉）
- ダッシー・メイ：テイラー・ペイジ（英語版）（阿部彬名）
- シルヴェスター：デューサン・ブラウン（山口智広）
- スターディヴァント：ジョニー・コイン（英語版）（福沢良一）
- アーヴィン：ジェレミー・シェイモス（英語版）（牛山茂）

## 製作
2015年9月17日、デンゼル・ワシントンがHBOと共同で戯曲『Ma Rainey's Black Bottom』の映画化を進めており、ワシントン自らメガホンを取ると報じられた。その後、本作の企画はHBOの手を離れ、Netflixによって進められた。2019年6月、ワシントンに代わってジョージ・C・ウルフが監督を務めることになると共に、ヴィオラ・デイヴィス、チャドウィック・ボーズマン、グリン・ターマン、マイケル・ポッツ、コールマン・ドミンゴが起用された。同月19日、ブランフォード・マルサリスが本作で使用される楽曲を手がけるとの報道があった。7月2日、テイラー・ペイジ、ジョニー・コイン、ジェレミー・シェイモス、デューサン・ブラウンがキャスト入りした。同月上旬、本作の主要撮影がペンシルベニア州のピッツバーグで始まった。

## マーケティング
2020年10月1日、本作の劇中写真が初めて公開された。18日、本作のポスターが公開された。19日、本作のオフィシャル・トレイラーが公開された。

## 評価
本作は批評家から絶賛されている。映画批評集積サイトのRotten Tomatoesには277件のレビューがあり、批評家支持率は98%、平均点は10点満点で8.2点となっている。サイト側による批評家の見解の要約は「ヴィオラ・デイヴィスとチャドウィック・ボーズマンのエネルギッシュな名演のお陰で、『マ・レイニーのブラックボトム』はブルース界の伝説だけではなく、黒人文化全体に対して心からの敬意を払った作品に仕上がっている。」となっている。また、Metacriticには46件のレビューがあり、加重平均値は87/100となっている。

## 受賞・ノミネート
| 賞                                   | 発表日         | カテゴリ                 | 対象 | 結果       | 出典          |
| ------------------------------------ | -------------- | ------------------------ | --- | ---------- | ------------- |
| ボストン映画批評家協会賞             | 2020年12月13日 | アンサンブル・キャスト賞 | | 受賞       | [ 12 ]        |
| ボストン・オンライン映画批評家協会賞 | 2020年12月19日 | アンサンブル演技賞       | | 受賞       | [ 13 ]        |
| ロサンゼルス映画批評家協会賞         | 2020年12月20日 | 主演男優賞               | チャドウィック・ボーズマン                                                                                                   | 受賞       | [ 14 ]        |
| ロサンゼルス映画批評家協会賞         | 2020年12月20日 | 主演女優賞               | ヴィオラ・デイヴィス | 次点       | [ 14 ]        |
| ロサンゼルス映画批評家協会賞         | 2020年12月20日 | 助演男優賞               | グリン・ターマン | 受賞       | [ 14 ]        |
| シカゴ映画批評家協会賞               | 2020年12月21日 | 主演男優賞               | チャドウィック・ボーズマン                                                                                                   | 受賞       | [ 15 ] [ 16 ] |
| シカゴ映画批評家協会賞               | 2020年12月21日 | 主演女優賞               | ヴィオラ・デイヴィス | ノミネート | [ 15 ] [ 16 ] |
| シカゴ映画批評家協会賞               | 2020年12月21日 | 作曲賞                   | ブランフォード・マルサリス                                                                                                   | ノミネート | [ 15 ] [ 16 ] |
| シカゴ映画批評家協会賞               | 2020年12月21日 | 衣装デザイン賞           | | ノミネート | [ 15 ] [ 16 ] |
| 全米映画批評家協会賞                 | 2021年1月9日   | 主演男優賞               | チャドウィック・ボーズマン                                                                                                   | 2位        | [ 17 ]        |
| 全米映画批評家協会賞                 | 2021年1月9日   | 主演女優賞               | ヴィオラ・デイヴィス | 2位        | [ 17 ]        |
| 全米映画批評家協会賞                 | 2021年1月9日   | 助演男優賞               | グリン・ターマン | 2位        | [ 17 ]        |
| ゴッサム・インディペンデント映画賞   | 2021年1月11日  | 男優賞                   | チャドウィック・ボーズマン                                                                                                   | ノミネート | [ 18 ] [ 19 ] |
| サンディエゴ映画批評家協会賞         | 2021年1月11日  | 主演男優賞               | チャドウィック・ボーズマン                                                                                                   | ノミネート | [ 20 ] [ 21 ] |
| サンディエゴ映画批評家協会賞         | 2021年1月11日  | 主演女優賞               | ヴィオラ・デイヴィス | ノミネート | [ 20 ] [ 21 ] |
| サンディエゴ映画批評家協会賞         | 2021年1月11日  | 脚色賞                   | ルーベン・サンチャゴ＝ハドソン                                                                                               | ノミネート | [ 20 ] [ 21 ] |
| サンディエゴ映画批評家協会賞         | 2021年1月11日  | 音楽賞                   | | ノミネート | [ 20 ] [ 21 ] |
| サンディエゴ映画批評家協会賞         | 2021年1月11日  | 衣装デザイン賞           | | ノミネート | [ 20 ] [ 21 ] |
| サンフランシスコ映画批評家協会賞     | 2021年1月18日  | 主演男優賞               | チャドウィック・ボーズマン                                                                                                   | 受賞       | [ 22 ]        |
| サンフランシスコ映画批評家協会賞     | 2021年1月18日  | 主演女優賞               | ヴィオラ・デイヴィス | ノミネート | [ 22 ]        |
| サンフランシスコ映画批評家協会賞     | 2021年1月18日  | 脚色賞                   | ルーベン・サンチャゴ＝ハドソン                                                                                               | ノミネート | [ 22 ]        |
| サンフランシスコ映画批評家協会賞     | 2021年1月18日  | 美術賞                   | | ノミネート | [ 22 ]        |
| オンライン映画批評家協会賞           | 2021年1月25日  | 主演男優賞               | チャドウィック・ボーズマン                                                                                                   | ノミネート | [ 23 ] [ 24 ] |
| オンライン映画批評家協会賞           | 2021年1月25日  | 主演女優賞               | ヴィオラ・デイヴィス | ノミネート | [ 23 ] [ 24 ] |
| オンライン映画批評家協会賞           | 2021年1月25日  | 脚色賞                   | ルーベン・サンチャゴ＝ハドソン                                                                                               | ノミネート | [ 23 ] [ 24 ] |
| ニューヨーク映画批評家オンライン賞   | 2021年1月26日  | 音楽賞                   | | 受賞       | [ 25 ]        |
| ユタ映画批評家協会賞                 | 2021年2月13日  | 主演男優賞               | チャドウィック・ボーズマン                                                                                                   | 次点タイ   | [ 26 ]        |
| ゴールデングローブ賞                 | 2021年2月28日  | 主演男優賞 (ドラマ部門)  | チャドウィック・ボーズマン                                                                                                   | 受賞       | [ 27 ] [ 28 ] |
| ゴールデングローブ賞                 | 2021年2月28日  | 主演女優賞 (ドラマ部門)  | ヴィオラ・デイヴィス | ノミネート | [ 27 ] [ 28 ] |
| 全米映画俳優組合賞                   | 2021年4月4日   | キャスト賞               | ヴィオラ・デイヴィス、チャドウィック・ボーズマン、グリン・ターマン、ジョニー・コイン、マイケル・ポッツ、コールマン・ドミンゴ | ノミネート | [ 29 ] [ 30 ] |
| 全米映画俳優組合賞                   | 2021年4月4日   | 主演男優賞               | チャドウィック・ボーズマン                                                                                                   | 受賞       | [ 29 ] [ 30 ] |
| 全米映画俳優組合賞                   | 2021年4月4日   | 主演女優賞               | ヴィオラ・デイヴィス | 受賞       | [ 29 ] [ 30 ] |